# Virgin Suicides
Virgin Suicides (originaltitel: The Virgin Suicides) är en amerikansk psykologisk dramafilm från 1999 i regi av Sofia Coppola. Den är Coppolas debutlångfilm. Hon skrev även filmens manus, baserat på Jeffrey Eugenides debutroman Dödens jungfrur från 1993. De främsta rollerna i filmen spelas av James Woods, Kathleen Turner, Kirsten Dunst, A.J. Cook och Josh Hartnett.
För musiken står den franska popduon Air. Samma grupp gjorde senare även musik till Coppolas två följande filmer Lost in Translation (2003) och Marie Antoinette (2006).

## Handling
Filmen utspelar sig på 1970-talet i den stillsamma småstaden Grosse Pointe i delstaten Michigan, USA. Historien berättas av en man (berättarröst av Giovanni Ribisi) som ser tillbaka på sin tonårstid i den välbärgade trädgårdsförorten. Han bor granne med familjen Lisbon, ett äkta par (spelade av James Woods och Kathleen Turner) och deras fem strängt hållna döttrar, 13-åriga Cecilia (Hanna R. Hall), 14-åriga Lux (Kirsten Dunst), 15-åriga Bonnie (Chelse Swain), 16-åriga Mary (A.J. Cook) och 17-åriga Therese (Leslie Hayman). Tillsammans med tre kompisar beundrar han döttrarna på avstånd men får aldrig direkt tillfälle att komma i kontakt med dem. Familjen Lisbons vackra fasad rämnar när den yngsta dottern Cecilia begår självmord genom att hoppa från sitt fönster direkt på en spetsig staketpåle. Hon gör detta efter ett tidigare självmordsförsök och under en fest som fru Lisbon arrangerat för sina döttrar för att muntra upp dem.
När skolan börjar efter sommarlovet är systrarna Lisbon på plats som om inget hade hänt. Skolpojkarna trånar efter systrarna men umgänget med dem begränsas av den konservativa modern och fadern som undervisar i matematik på skolan. Även tjejfavoriten Trip Fontaine (Josh Hartnett) faller för en av döttrarna - Lux - efter att han ser henne i ett klassrum som han smiter in i för att undvika en lärares frågor varför han drar omkring pårökt i korridorerna, istället för att gå till sin undervisning. Trip är van att få alla tjejer på fall och blir smått förundrad och frustrerad över Lux avvaktande reaktioner på hans kontaktförsök. Så småningom fattar dock även Lux tycke för Trip, men gör honom besviken när han frågar henne om hon vill vara hans dejt på den kommande skolbalen. Herr och fru Lisbon tillåter inte döttrarna att gå ut med killar. 
Efter att ha förhandlat med Herr Lisbon lyckas dock Trip att övertala honom. Lux får gå på skolbalen förutsatt att Trip arrangerar tre andra dejter till de andra Lisbon-döttrarna. Dessutom kommer Herr Lisbon vara närvarande på balen och hålla ett vakande öga över dem. 
Fru Lisbon klär sina döttrar i präktiga vita klänningar och tar ett oroligt avsked av dem när de åker iväg till skolbalen i en av killarnas bil. Till skillnad från sina systrar utnyttjar Lux den nyvunna friheten till fullo, tillsammans med Trip röker hon cigaretter och dricker persikolikör under en åskådarbänk på skolbalen. Lux och Trip väljs till balens drottning och kung och även de andra systrarna dansar och har det roligt. Det nykrönta paret smiter iväg senare på kvällen. Lux vaknar upp ensam morgonen efter natten med Trip på en fotbollsplan i sin balklänning och i disig morgondimma. Hon tar en taxi och fru Lisbon är helt utom sig när hon kommer hem. Hon förbjuder sina döttrar att gå utanför dörren, inte ens för att gå till skolan. Lux tvingas bränna sina LP-skivor. Helt avgränsade från omvärlden lyckas Lisbon-systrarna dock ta kontakt med grannpojkarna, med vilka de först kommunicerar med morsesignaler från sovrumsfönstret. Senare blir de uppringda av pojkarna som spelar den musik de inte längre kan höra på grund av fru Lisbons straffåtgärd. Med en kikare upptäcker de att Lux träffar olika killar från grannskapet på Lisbon-villans tak. Pojkarnas voyeuristiska iakttagelser på distans får ett oväntat slut när de hittar en lapp från systrarna. Pojkarna går över till systrarna på natten för att fly med dem till okänt mål. De reser i tanken och målar upp bilder av en ljus framtid med systrarna någon annanstans. Lux tar emot dem med en cigarett i handen och ber dem att vänta utanför tills systrarna är beredda att ge sig av. När ingenting händer går pojkarna in i huset och finner Lux systrar döda. Therese hade tagit sömntabletter, Bonnie hade hängt sig i källaren och Mary hade stoppat huvudet i gasugnen. Polisen finner till sist Lux som hade låst in sig i garaget med bilmotorn påslagen. 
Herr och fru Lisbon lämnar kort därefter staden. Herr Lisbon visade sig vara tämligen förvirrad redan före självmorden och tvingades sluta sitt jobb som lärare på skolan. 
Mannens berättelse är en hyllning till de fem systrarna som han som tonåring åtrådde och såg upp till. Anledningen till att de tog livet av sig förblir dock för honom ett frågetecken och han upphöjer systrarna i ett skimmer av mystik och tillsammans med sina barndomsvänner återkommer han även i vuxen ålder att tänka på Lisbon-systrarna och deras korta liv.

## Rollista
- James Woods – Ronald Lisbon
- Kathleen Turner – Sara Lisbon
- Kirsten Dunst – Lux Lisbon
- Josh Hartnett – Trip Fontaine
  - Michael Paré – den äldre Trip Fontaine
- A.J. Cook – Mary Lisbon
- Hanna R. Hall – Cecilia Lisbon
- Leslie Hayman – Therese Lisbon
- Chelse Swain – Bonnie Lisbon
- Jonathan Tucker – Tim Weiner
- Noah Shebib – Parkie Denton
- Robert Schwartzman – Paul Baldino
- Scott Glenn – fader Moody
- Danny DeVito – doktor E.M. Horniker
- Hayden Christensen – Jake Hill Conley
- Joe Dinicol – Dominic Palazzolo
- Giovanni Ribisi – berättarröst

## Musik i filmen

### Soundtrack

#### Låtlista
| Nr  | Titel                                | Artist             | Längd |
| --- | ------------------------------------ | ------------------ | ----- |
| 1.  | Magic Man                            | Heart              | 5:28  |
| 2.  | Hello It's Me                        | Todd Rundgren      | 4:21  |
| 3.  | Everything You've Done Wrong         | Sloan              | 3:27  |
| 4.  | Ce Matin Là                          | Air                | 3:39  |
| 5.  | The Air That I Breathe               | The Hollies        | 3:47  |
| 6.  | How Can You Mend a Broken Heart      | Al Green           | 6:23  |
| 7.  | Alone Again (Naturally)              | Gilbert O'Sullivan | 3:39  |
| 8.  | I'm Not in Love                      | 10cc               | 6:04  |
| 9.  | A Dream Goes On Forever              | Todd Rundgren      | 2:23  |
| 10. | Crazy on You                         | Heart              | 4:55  |
| 11. | Playground Love (Vibraphone version) | Air                | 3:51  |
| 12. | Come Sail Away                       | Styx               | 6:04  |